# Арі Сханс
Арі Сханс (нід. Arie Schans, нар. 12 грудня 1952) — нідерландський футбольний тренер.

## Кар'єра тренера
Арі Сханс не був професійним футболістом. Свою тренерську кар'єру він почав у віці 20 років, коли увійшов до тренерського штабу клубу «Вагенінген». Згодом протягом 8 років фахівець керував клубом ГВВВ з міста Венендал.
З 2001 по 2004 рік він повторно працював з командою. Паралельно Сханс деякий час очолював збірну Бутану. Цією збірною він керував 2002 року у знаменитій грі проти збірної Монтсеррату — грі між двома найгіршими збірними за рейтингом ФІФА. Матч закінчився перемогою Бутану 4:0. Про цей поєдинок було знято документальний фільм «Інший фінал».
У 2005 році нідерландець був помічником Хванбо Ґвана в японському клубі «Ойта Трініта», а після його звільнення недовго був в.о. головного тренера команди. Потім він перебрався в Китай, очоливши клуб «Чанчунь Ятай».
У 2008 році Сханс очолював збірну Намібії після смерті її попереднього наставника Бена Бамфучіле. З нею він працював на Кубку африканських націй 2008 року в Гані, але команда виступила невдало, зайнявши останнє місце, незабаром після чого нідерландець покинув посаду і повернувся до Китаю. Там він спочатку працював у тренерському штабі клубу «Наньчан Хеньюань», а потім технічним директором клубу «Бейцзін Баксі».
28 травня 2013 року повернувся до тренерської роботи, очоливши клуб другого дивізіону Китаю «Гуйчжоу Чжичен», але незабаром повернувся до роботи асистентом, працюючи у штабах клубів «Цзянсу Сайнті» та «Чанчунь Ятай», при цьому в першому недовгий час був виконувачем обов'язків головного тренера.